# Takikawa Yukitoki

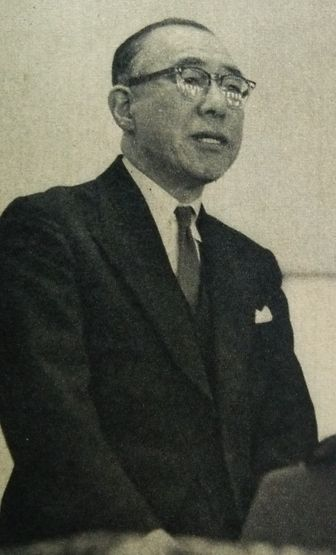
Takikawa Yukitoki

Takikawa Yukitoki (japanisch 滝川幸辰, der Vorname wird auch Kōshin gelesen; geboren 24. Februar 1891 in Okayama (Präfektur Okayama); gestorben 16. November 1962 in Kyōto) war ein japanischer Jurist, bekannt für seine Arbeiten zum Strafrecht.

## Leben und Wirken
Takikawa Yukitoki machte 1915 seinen Studienabschluss in Jura an der Universität Kyōto. 1918 wurde er Assistenzprofessor und 1924 Professor an seiner Alma Mater. 1932 wurde er wegen seiner liberalen Ansichten von rechtsgerichteten Kreisen attackiert und musste 1937 auf Anweisung des Kultusministers Hatoyama Ichirō seinen Lehrstuhl aufgeben. Das Geschehen ging als „Takikawa-Zwischenfall“ (滝川事件) in die Geschichte ein. Takikawas Buch „Keihō dokuhon“ (刑法読本) – „Vorlesungen zum Strafrecht“, das 1951 mit dem Mainichi-Kulturpreis ausgezeichnet wurde, sowie seine Vorlesungen waren als zu Links deklariert worden.
Nach dem Zweiten Weltkrieg konnte Takikawa auf seinen Lehrstuhl zurückkehren. 1950 wurde er Dekan der Juristischen Fakultät, 1953 Präsident der Universität. 1957 wurde er als „Meiyo Kyōju“ verabschiedet.
Takikawa vertrat im Strafrecht eine objektivistische Ansicht. Bekannt ist unter seinen Schriften sein Lehrbuch zur Einführung in die Kriminologie „Hanzairon josetsu“ (犯罪論序説) aus dem Jahr 1937. 1948 war Takikawa Mitglied der Akademie der Wissenschaften geworden.